# Centru, Bălți
Centru este un sector planimetric în municipiul Bălți ce cuprinde partea veche, istorică a orașului. Limita sectorului trece pe linia de cale ferată, la nord învecinând-se cu sectorul Pământeni, la nord și est prin valea râului Răut, învecinând-se cu sectorul Bălți, granița de sud este redată de frontiera administrativă a municipiului. În perimetrul sectorului sunt incluse și cartiere Berestecico, Podul Chișinăului și Țigănia (localizate în sudul sectorului), Microraionul III (Cartierele 9 și 10, localizat în nord-est), cartierele Bălții Noi și Teioasa (în vest) și zona industrială adiacentă străzii Ștefan cel Mare.
Centrul constituie nucleul orașului, aici sunt amplasate cele mai importante edificii administrative și culturale: Primăria, Judecătoria, Curtea de Apel, Oficiul Stării Civile, Teatrul Național „Vasile Alecsandri”, cinematorgraful „Patria”, Palatul de cultură, Muzeul de Istorie și Etnografie, Pinoteca „Antioh Cantemiri” etc. 
În partea nord-est riverană r. Răut, precum și în nucleul central, predomină fondul locativ cu 5-16 nivele cu nivel înalt de asigurare edilitară și densitatea peste 200 oameni la hectar. Partea de sud a raionului central este ocupată de fond construit evoluat istoric cu grad scăzut de amenajări, cu precedent înalt de amortizare fizică și morală, care necesită acțiuni reconstructive serioase.